# Asís G. Ayerbe
Asís González Ayerbe (Valladolid, 5 de enero de 1978) es un fotógrafo, diseñador gráfico y editor español.

## Infancia, juventud y estudios
Nació en Valladolid, pero su familia se trasladó a Oviedo cuando contaba con pocos meses de edad, y después a Burgos, donde transcurrió su infancia y juventud (parte de ella en el barrio de Gamonal).
Estudió Ingeniería Técnica de Obras Públicas (especialidad Construcciones Civiles) en la Escuela Politécnica Superior de la Universidad de Burgos.
Se trasladó a Madrid, donde estudió Diseño Gráfico en la Escuela de Arte n.º 10. Amplió estudios de fotografía y edición con cursos específicos (entre otros profesionales, con Irma Boom).

## Trabajo editorial

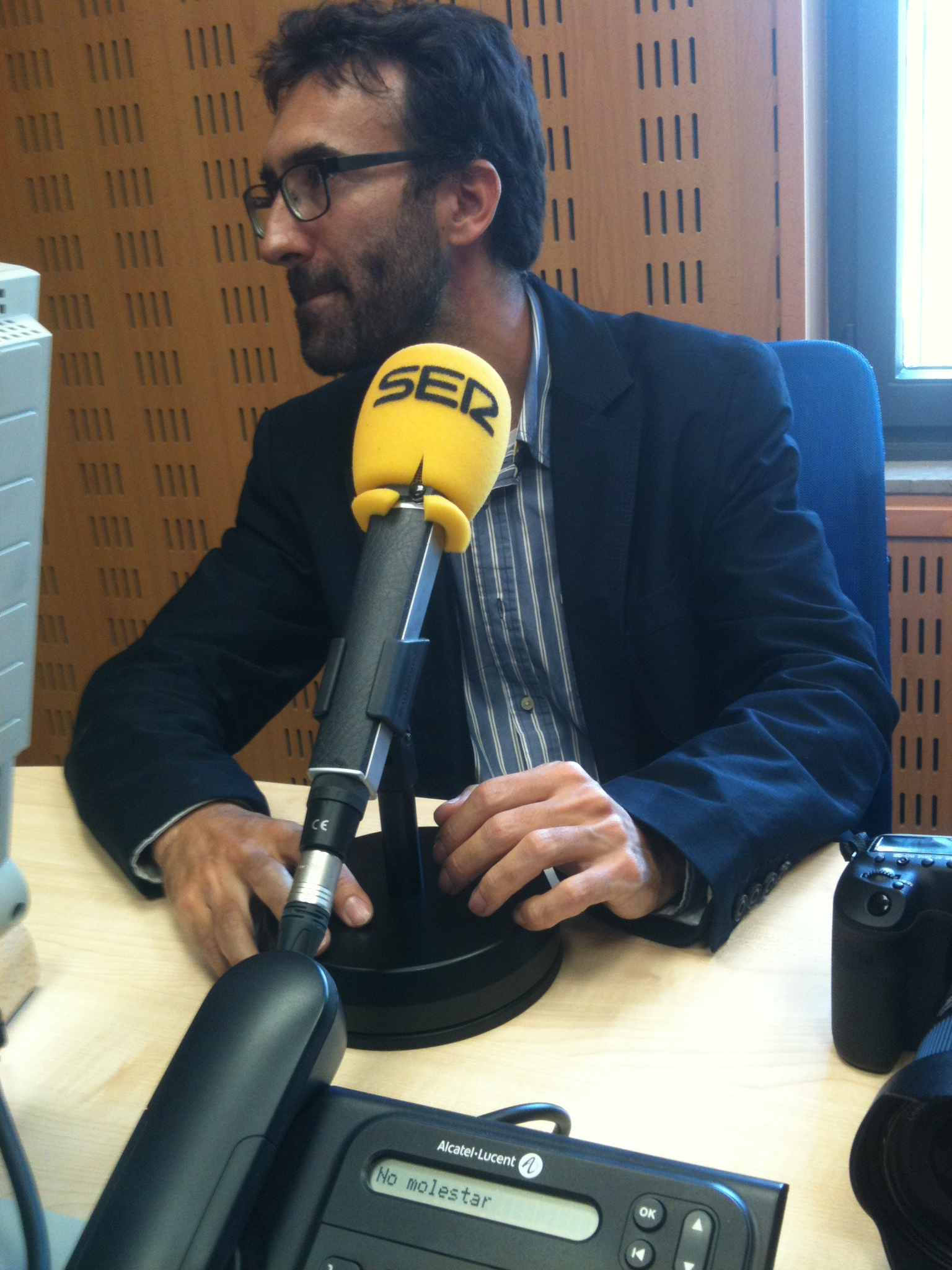
Asís G. Ayerbe en los estudios de Radio Castilla, Burgos (2015)

En 2000 fundó en Burgos la revista cultural Entelequia y en 2007 la editorial Los Duelistas, que asumió la publicación de dicha revista y lanzó nuevas colecciones de libros de fotografía, relatos, poemas y otros misceláneos, todos diseñados por Ayerbe. Entre los autores que han publicado con Los Duelistas se encuentran José Gutiérrez Román, Jorge Villalmanzo o Alberto Luque Cortina. En 2017 la editorial recibió una distinción en Librarte (Feria del Libro de Autor), en Burgos, por ser un proyecto editorial consolidado y un punto de encuentro entre literatura y arte, en palabras del jurado.
Entre los libros de Ayerbe destacan Interraíl (Los Duelistas, 2007) y Secretos xxs (Los Duelistas, 2008). Secretos xxs contenía fotografías y diseño de Ayerbe y textos de Óscar Esquivias. Con este autor también publicó La ciudad de plata (El Pasaje de las Letras, 2008, una colección de artículos y fotografías sobre la ciudad de Burgos) y En el secreto Alcázar (Los Duelistas, 2008), dedicado al Teatro Alcázar de Madrid. Sobre este mismo teatro diseñó y publicó El teatro Alcázar (Palacio de los Recreos), en el que se recoge su historia a través de planos, fotografías y textos (estos a cargo de Antonio Castro Jiménez). Este libro ganó en 2011 el Premio Visual de Diseño de libro promocional o de empresa.
En 2012 publicó el libro de fotografías El Canal de Castilla, con texto de Óscar Esquivias e imágenes tomadas durante la grabación del documental televisivo homónimo producido para TVE.
En 2015 editó Calle Vitoria, un libro compuesto por un desplegable de más de ocho metros de longitud donde se reproduce, en cada una de sus caras, todas las fachadas de la calle Vitoria (Burgos), con sendos cuentos al pie de la imagen de Óscar Esquivias. Ambos autores pasaron su infancia y juventud en el barrio de Gamonal, en el extremo de tal calle. El libro participó en la exposición de los fondos de poesía visual de la Cátedra Miguel Delibes de la Universidad de Valladolid, comisariada por Rafael Marín y abierta en el Palacio Junco de Palencia entre abril y mayo de 2019. La imagen de la acera de los números impares de la calle también se usó como fondo del videoclip de la canción «Volver», incluida en el disco Veranos, lluvias y noviembres de Eduardo Vasco.
En 2017 realizó el catálogo de la retrospectiva del pintor Luis Sáez La belleza, el misterio y el dolor que se organizó en la sede de las Cortes de Castilla y León, en Valladolid.
En 2018 diseñó el número monográfico dedicado al poeta Tino Barriuso con el que resucitó la revista Artesa, después de décadas sin publicarse.

### Series de postales
En colaboración con el escritor Óscar Esquivias, ha publicado distintas series artísticas de postales sobre distintos conceptos, ilustrados con microrrelatos del primero e imágenes de Ayerbe:
- Paternidad (2022), serie de diez postales.[21]
- Reconocimientos (2023), de cinco tarjetas.
- El fin de la historia (2024), de seis postales. Las fotos fueron tomadas en el Cerco Industrial de Peñarroya-Pueblonuevo.
- Memoria fotográfica (2024), de seis postales sobre niños fotógrafos.

## Dirección de revistas

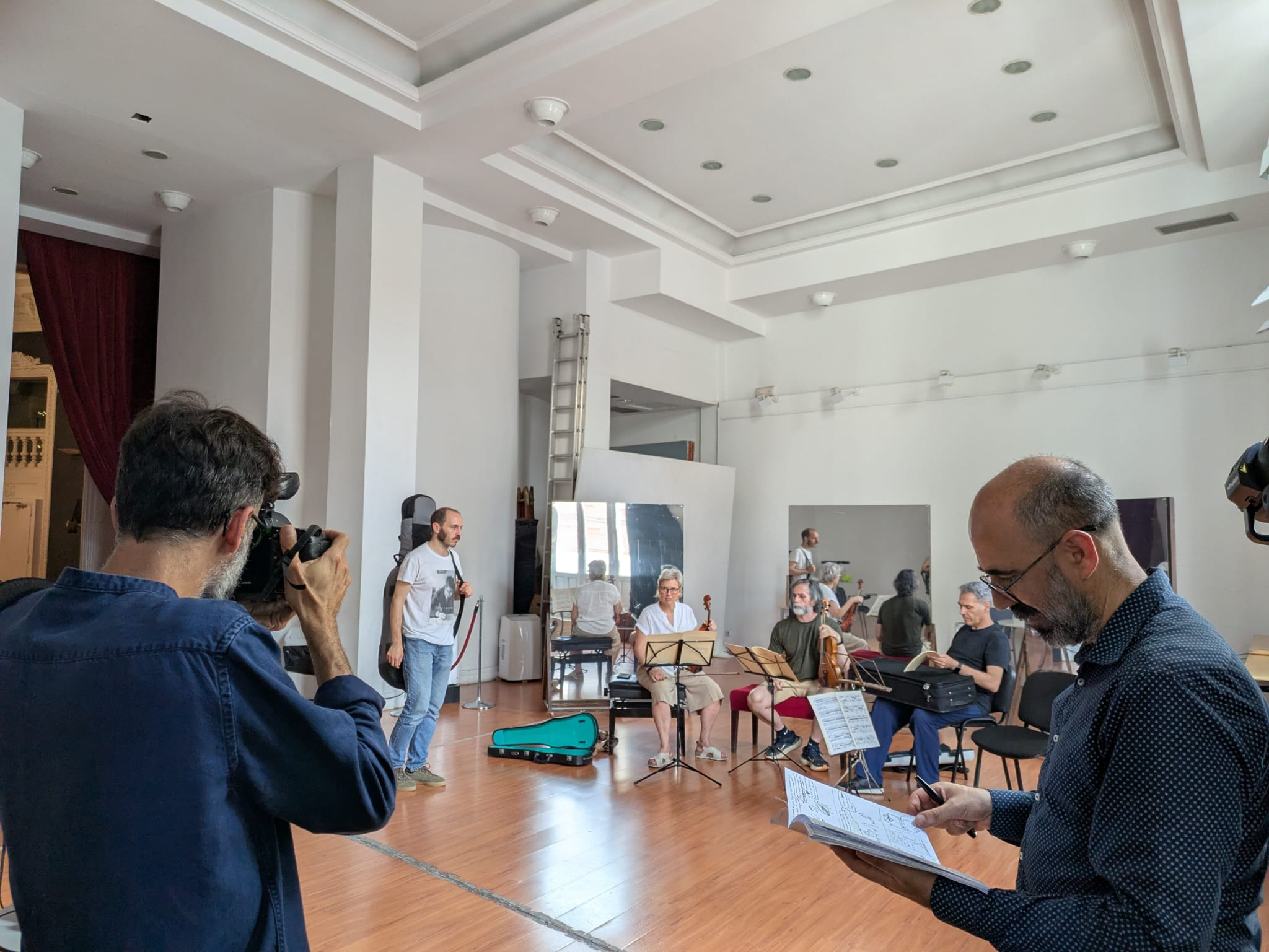
Sesión fotográfica de Ayerbe en el Teatro Alcázar (Madrid)

En 2000 fundó en Burgos la revista cultural Entelequia. 
Es director de arte de la revista literaria Librújula desde su fundación en 2015.
En diciembre de 2022 fundó, junto con Óscar Esquivias, la revista de fotografía y literatura Mirlo, dedicada a la creación artística en ambas disciplinas. Cada número es monográfico y está dedicado a un asunto diferente, concebido como un juego nuevo que nos inventamos, con reglas diferentes, y que, vistos en conjunto, conforman una especie de olimpiada de la fotografía y la literatura, con todos sus deportes representados, en palabras de Esquivias. El número cero estuvo dedicado a autorretratos de ombligos de escritores (participaron autores como Vicente Molina Foix, José Gutiérrez Román, María Sánchez-Saorín, Care Santos, Marta Sanz, Luisgé Martín, Elvira Navarro o Pilar Adón).

## Fotografías
Asís G. Ayerbe es conocido por sus retratos de escritores, que ha publicado en la prensa generalista y en revistas especializadas. Con estas fotos, ha organizado varias exposiciones.

### Exposiciones
Las fotografías de Ayerbe se han exhibido en exposiciones individuales y colectivas y han participado en ferias de arte.
En 2011 inauguró en el Espacio Cultural Espolón de Burgos una exposición monográfica con retratos titulada Cincuenta y dos escritores.
En junio de 2012 inauguró una exposición individual en el Instituto Iberoamericano de Finlandia en Madrid titulada Por donde una vez caminé (que alude al título de la novela Por donde una vez caminamos, de su amigo Kjell Westö), con fotos tomadas un año antes en la ciudad de Helsinki. También en 2012 participó en la exposición Encuentros/Kohtaamisia del Espacio CentroCentro de Cibeles, organizada con motivo de motivo de la capitalidad mundial del diseño de Helsinki, en las que se mostraban fotografías de la capital finlandesa tomadas por el fotógrafo finlandés Jussi Tiainen y de Madrid, realizadas estas últimas por Ayerbe.
Su exposición Escritores expuestos se inauguró en el Centro Ágora de La Coruña en marzo de 2013. Consta de más de cincuenta retratos de autores como Antonio Muñoz Molina, Enrique Vila-Matas, Dai Sijie, Marc Fumaroli, Erri De Luca o Tomas Tranströmer.
En noviembre de 2013 se inauguró en la Ciudad de Panamá la exposición Contramirada: la ruta y el mar, con fotos de Agustín Gonçalves y de Ayerbe tomadas durante una travesía realizada por los artistas en marzo de ese año, cuando cruzaron la selva panameña siguiendo la misma ruta de Vasco Núñez de Balboa que le llevó a descubrir el océano Pacífico en 1513.
La sala de exposiciones y actos culturales de Ámbito Cultural en Madrid (Callao) se inauguró en diciembre de 2013 con la exposición Escritores en Ámbito, con una treintena de retratos de escritores fotografiados por Ayerbe. Esta misma exposición inauguró la sala de Ámbito Cultural en Pamplona, en marzo de 2014 y posteriormente se vio en las salas de Ámbito Cultural de Barcelona, Tarragona, Santander, León, Asturias, Murcia, Badajoz, Zaragoza, Valencia, Castellón de la Plana, Alicante, Santiago de Compostela y Las Palmas de Gran Canaria.
El 13 de marzo de 2015 se inauguró en el Centro de Arte Contemporáneo de Caja de Burgos una exposición colectiva titulada Diversum en la que participaron doce artistas de la ciudad (cinco escritores, cinco pintores y dos fotógrafos: Isaac Martínez Sacris y el propio Ayerbe) en homenaje a los poetas Jorge Villalmanzo y Bernardo Cuesta Beltrán. En el catálogo, diseñado por Ayerbe, se publicaron sendos poemas inéditos de ambos poetas.
Escritores sin palabras fue una exposición inaugurada en 2019 en Barcelona, en el Movistar Centre de la Plaza de Cataluña, con cuarenta retratos de escritores. Fue organizada por la revista Librújula y Movistar con motivo del Día de Sant Jordi.
En 2021, el ayuntamiento de Alcalá de Henares le dedicó una exposición retrospectiva en el Antiguo Hospital de Santa María la Rica: una sala estaba dedicada a su trabajo editorial y otra a las fotografías de escritores publicadas en la revista Librújula.
En 2021 el Instituto Castellano y Leonés de la Lengua le encargó un retrato de todos los ganadores del premio de la Crítica de Castilla y León. Con ellos se conformó la exposición Galaxia crítica, con la que se inauguró un nuevo espacio expositivo en el Paseo de la Isla de Burgos, con paneles al aire libre situados en el carril central del paseo.
También en 2021 inauguró Insólitos Industriales en la Sala de Máquinas de la sede histórica de la Escuela Técnica Superior de Ingenieros Industriales de la Universidad Politécnica de Madrid, con fotos de sus instalaciones.
En 2024 fue uno de los comisarios (junto al codirector de la revista, Óscar Esquivias) de El vuelo del mirlo, los primeros años de una revista que trina, exposición retrospectiva sobre la revista Mirlo. Se inauguró en el Palacio de la Isla (Burgos).

### Medios de comunicación y revistas literarias
Colabora habitualmente con medios de comunicación como La Vanguardia, El País, Diario de Burgos o las revistas literarias Qué Leer, Librújula o Archiletras. Fue el artista invitado del n.º 12 de la revista cultural Culdbura de Burgos.

## Cine y televisión
Ha participado, en labores técnicas, en numerosos proyectos cinematográficos y televisivos. Entre otros, foto fija en las película Noventa millas de Francisco Rodríguez y Nuestros amantes de Miguel Ángel Lamata, así como en los documentales El camino del Cid (sobre la ruta turística homónima que siguió el guerrero castellano cuando fue desterrado), Miguel Hernández (codirigido por David Lara y que trata sobre el poeta español), El canal de Castilla (sobre la obra de ingeniería dieciochesca), o Teresa de Jesús. Una vida de experiencia mística, todos ellos dirigidos o codirigidos por Francisco Rodríguez.
También ha sido el fotógrafo encargado de crear los forillos en películas de Álex de la Iglesia (El bar y Perfectos desconocidos) o de Salvador Calvo (1898: Los últimos de Filipinas).
Fue director de fotografía del documental Gloria Fuertes (2025), dirigido por Francisco Rodríguez y dedicado a la poeta madrileña.